# Ельч-Милошице
Ельч-Милошице (пол. Jelcz Miłoszyce) — узловая пассажирская и грузовая железнодорожная станция в селе Милошице (пол. Miłoszyce), в гмине Ельч-Лясковице, в Нижнесилезском воеводстве Польши. Имеет 3 платформы и 5 путей.
Станция была построена в 1909 году, когда эта территория была в составе Германской империи.